# 福井ケーブルテレビ
福井ケーブルテレビ株式会社（ふくいケーブルテレビ、FCTV Co., Ltd.）は、福井県福井市に本社を置き、同市などをサービスエリアとするケーブルテレビ事業者である。略称はFCTV。

## 概要
1988年（昭和63年）、日本海側では初めてとなる都市型ケーブルテレビ局として開局。北陸地方（北陸3県）の県庁所在地においても初めての開局となった。
地元商社である三谷商事の連結子会社であり、隣接する地域（同県坂井市・あわら市）には子会社かつ第三セクターのさかいケーブルテレビを置いており、三谷商事と共同設立しインターネットサービスプロバイダ事業を受け持つミテネインターネット株式会社を含めた3社で一体化したサービスを提供している。
伝送路は当初、350MHz同軸や450MHzHFCとして整備された地区もあるが、2007年度までに770MHzHFCへ統一となった。

## 歴史
- 1983年（昭和58年）7月19日：三谷商事、福井市などの出資により、株式会社ネットワークサービスとして設立[1][2]。
- 1988年（昭和63年）10月2日：開局[1][6]。当初のエリアは福井市松本・宝永の両地区[6]。
  - この間、エリアを当時の福井市ほぼ全域、および丹生郡清水町（現在の福井市）の一部地区へ段階的に拡大、会社名を福井ケーブルテレビに改称。
- 1998年（平成10年）9月29日：郵政省北陸電気通信監理局（現在の総務省北陸総合通信局）より第一種電気通信事業許可[1]。
- 1999年（平成11年）4月1日：FCTVインターネットサービス開始[1]。
- 2006年（平成18年）
  - 4月1日：i-HITS配信利用よるデジタル多チャンネル放送開始。
  - 5月1日：地上デジタル放送（福井県域4波）の再送信開始。
- 2007年（平成19年）
  - 6月13日：日本で初めてWiMAXによるフルハイビジョン映像の伝送実験に成功[7]。
  - 10月1日：プライマリIP電話サービスの提供開始（現在のJ:COM基盤）。
- 2010年（平成20年）11月25日：JDS全国光ネットワークの配信を受け、一部の専門チャンネルをハイビジョン化[8]。
- 2017年（平成29年）4月1日：南越前町ケーブルテレビの民営化により、『福井ケーブルテレビ南えちぜん支局』として南条郡南越前町全域へのサービスを開始。
- 2018年（平成30年）4月1日：こしの国ケーブルテレビのケーブルテレビ事業を移行[9]。これにより吉田郡永平寺町のほかに今まで同じ福井市内でサービス外だった美山地区もサービス開始。
- 2025年 (令和7年)  7月1日：新CAS方式によるスカパー!パススルー配信を一部チャンネル（韓流パックとしてホームドラマチャンネル・KBS WORLD）のみ開始。

## 事業所
- 本社：福井市豊島一丁目6番1号（第2三谷ビル）
- お客様センター・高木スタジオ：福井市高木中央三丁目2002番地

## サービスエリア
現在のサービスエリアは、公式サイトの サービスエリア を参照。

### 放送区域
- 福井市（一部地域を除く）
- 吉田郡永平寺町
- 今立郡池田町[10]
- 南条郡南越前町（チャンネル番号は以下と異なるため南越前町ケーブルテレビを参照）

福井市美山地区、永平寺町では前身の公設公営局の開設前からFTTHで整備されており、南越前町では福井ケーブルテレビへの移管に際してFTTH化を完了している。美山地区を除く福井市においては南北に貫く日野川-九頭竜川以東の区域並びに安居・清水地区でFTTHを利用可能であるが、利用中の770MHzHFC設備からの転換は自主的な戸別申込み制となっている。FTTH接続世帯のみBS-IFパススルーを実施しており、セットトップボックスを介さずテレビに内蔵のチューナーでBS放送チャンネルを視聴可能（有料番組は別途スカパー!との視聴契約が必要）。

### 自社以外の配信先
- さかいケーブルテレビ（坂井市、あわら市）

## ケーブルテレビ

### 地上波系列別再送信局
クロスネット局のサブネットは含まない。
| NHK-G   | NHK-E   | NNN / NNS | ANN          | JNN      | TXN | FNN / FNS  | JAITS |
| ------- | ------- | --------- | ------------ | -------- | --- | ---------- | ----- |
| NHK福井 | NHK福井 | 福井放送  | 北陸朝日放送 | 北陸放送 |     | 福井テレビ |       |

### 主な放送チャンネル

#### 地上波・BS・CS
凡例
- 太字：ハイビジョン対応チャンネル（コミュニティチャンネル・CS放送のみ記載）
- スタンダード：デジタルスタンダード
- ライト：デジタルライト
- ● ： 視聴可能のチャンネル
- ※ ： 別途申し込みが必要なチャンネル
- ◆ ： 新CAS方式（スカパー!）で視聴可能

| チャンネル番号 | 放送局・チャンネル名 | スタンダード | ライト |
| -------------- | --- | ------------ | ------ |
| 011            | NHK総合・福井 | ●            | ●      |
| 021            | NHK Eテレ 福井 | ●            | ●      |
| 051            | 北陸朝日放送 | ●            | ●      |
| 061            | 北陸放送 | ●            | ●      |
| 071            | 福井放送 | ●            | ●      |
| 081            | 福井テレビ | ●            | ●      |
| 091            | コミュニティチャンネル | ●            | ●      |
| 092            | ライブチャンネル | ●            | ●      |
| 121            | 行政チャンネル 福井市：ふくチャンネル 坂井市：坂井チャンネル 永平寺町：えい坊チャンネル 池田町：いけだチャンネル 南越前町：南えちぜんチャンネル | ●            | ●      |
| 122            | お天気チャンネル | ●            | ●      |
| 123            | ふくチャンネル・サブ 福井けいりん中継 （いずれも福井市のみ）                                                                                    | ●            | ●      |
| 101            | NHK BS | ●            | ●      |
| 141            | BS日テレ | ●            | ●      |
| 151            | BS朝日 | ●            | ●      |
| 161            | BS-TBS | ●            | ●      |
| 171            | BSテレ東 | ●            | ●      |
| 181            | BSフジ | ●            | ●      |
| 191            | WOWOW プライム | ※            | ※      |
| 192            | WOWOW シネマ | ※            | ※      |
| 193            | WOWOW ライブ | ※            | ※      |
| 200            | BS10 | ●            | ●      |
| 201            | BS10スターチャンネル | ※            | ※      |
| 211            | BS11イレブン | ●            | ●      |
| 222            | BS12 トゥエルビ | ●            | ●      |
| 231            | 放送大学テレビ | ●            | ●      |
| 210            | J sports 3 | ●            | ●      |
| 211            | スカイA | ●            |        |
| 212            | GAORA SPORTS | ●            | ●      |
| 213            | J sports 1 | ●            |        |
| 214            | J sports 2 | ●            |        |
| 215            | J sports 4 | ※            | ※      |
| 216            | スポーツライブ+ | ●            |        |
| 217            | ゴルフネットワーク | ●            | ●      |
| 218            | 日テレジータス | ●            |        |
| 220            | ムービープラス | ●            | ●      |
| 221            | 日本映画専門チャンネル | ●            |        |
| 222            | チャンネルNECO | ●            |        |
| 225            | 東映チャンネル | ※            | ※      |
| 226            | 衛星劇場 | ※            | ※      |
| 229            | ザ・シネマ | ●            |        |
| 230            | ファミリー劇場 | ●            |        |
| 231            | スーパー!ドラマTV | ●            | ●      |
| 232            | アクションチャンネル | ●            |        |
| 233            | Dlife | ●            |        |
| 234            | 時代劇専門チャンネル | ●            |        |
| 235            | 女性チャンネル♪ LaLa TV | ●            |        |
| 236            | アニマルプラネット | ●            |        |
| 237            | ミステリーチャンネル | ●            |        |
| 238            | TBSチャンネル1 | ●            |        |
| 239            | TBSチャンネル2 | ●            |        |
| 240            | カートゥーン ネットワーク | ●            | ●      |
| 241            | アニマックス | ●            |        |
| 242            | キッズステーション | ●            |        |
| 243            | ディズニー・ジュニア | ●            |        |
| 244            | ディズニーチャンネル | ●            |        |
| 245            | テレ朝チャンネル1 | ●            |        |
| 248            | チャンネル銀河 | ●            |        |
| 250            | CNNj | ●            | ●      |
| 251            | 日経CNBC | ●            | ●      |
| 252            | 日テレNEWS24 | ●            |        |
| 254            | TBS NEWS | ●            |        |
| 255            | ヒストリーチャンネル | ●            |        |
| 256            | ディスカバリーチャンネル | ●            | ●      |
| 259            | ナショナルジオグラフィック | ●            |        |
| 261            | MUSIC ON! TV | ●            |        |
| 262            | スペースシャワーTV | ●            | ●      |
| 264            | 歌謡ポップスチャンネル | ●            |        |
| 270            | 囲碁・将棋チャンネル | ●            | ●      |
| 271            | ショップチャンネル | ●            | ●      |
| 272            | QVC | ●            | ●      |
| 276            | 釣りビジョン | ●            |        |
| 277            | 旅チャンネル | ●            |        |
| 278            | ダンスチャンネル | ●            |        |
| 279            | エンタメ〜テレ | ●            |        |
| 281            | フジテレビTWO | ●            |        |
| 282            | フジテレビONE | ●            |        |
| 283            | フジテレビNEXT | ※            | ※      |
| 284            | 日テレプラス ドラマ・アニメ・音楽ライブ | ●            |        |
| 285            | グリーンチャンネル | ※            | ※      |
| 286            | グリーンチャンネル2 | ※            | ※      |
| 287            | レジャーチャンネル | ※            | ※      |
| 294            | ホームドラマチャンネル | ◆            | ◆      |
| 317            | KBS WORLD | ◆            | ◆      |
| 318            | Mnet | ※            | ※      |
| 530            | 福井けいりんチャンネル | ●            | ●      |
| 531            | ボートレース三国 | ●            | ●      |
| 550            | NHKワールド JAPAN | ●            | ●      |
| 555            | ガイドチャンネル （デジタルの専門チャンネルのみ表示、映像部分）                                                                                 | ●            | ●      |

#### 4K放送
凡例
- スタンダード：デジタルスタンダード
- ライト：デジタルライト
- ●：視聴可能のチャンネル
- ※：別途申し込みが必要なチャンネル

| チャンネル番号 | 放送局・チャンネル名  | スタンダード | ライト |
| -------------- | --------------------- | ------------ | ------ |
| BS4K 101       | NHK BSプレミアム4K    | ●            | ●      |
| BS4K 141       | BS日テレ 4K           | ●            | ●      |
| BS4K 151       | BS朝日 4K             | ●            | ●      |
| BS4K 161       | BS-TBS 4K             | ●            | ●      |
| BS4K 171       | BSテレ東 4K           | ●            | ●      |
| BS4K 181       | BSフジ 4K             | ●            | ●      |
| BS4K 211       | ショップチャンネル 4K | ●            | ●      |
| BS4K 221       | 4K QVC                | ●            | ●      |
| CATV 401       | ケーブル 4K           | ●            | ●      |

- デジタルTVは日本デジタル配信を使用している。なお、J:COM BS・BSよしもとの再送信はFTTH接続のBS-IFパススルーでのみ実施しており、STBでの視聴はできない。

### コミュニティチャンネル
主な制作番組
- けぶニュ〜091
- カラフル
- オトナリ
- てくてく歩こさ

ほか
番組交換局
- 福井県内ケーブルテレビ局（こしの都ネットワーク・嶺南ケーブルネットワーク・ケーブルテレビ若狭小浜）
- スターキャット・ケーブルネットワーク[1]

主な出演者
- 廣瀬絵美・橋本裕佳（けぶニュ〜091）
- 西野ひかり（カラフル）
- 川島麻由（オトナリ）
- 大西泰敬

ほか

## インターネット
ミテネインターネットと業務提携し、インターネットサービスが利用可能（HFC・FTTH）。2021年（令和3年）には、福井ケーブルテレビ・さかいケーブルテレビのインターネット（Wi-Fi）を経由して、楽天モバイルの通信アプリ「Rakuten Link」を利用した場合、発信・着信ができなくなるなどの障害が発生した。当初、障害に関して楽天側は福井ケーブルテレビに対し「対応できない」と返答した。批判を受けその後楽天側が方針を転換している。
インターネットプラン
- 光1ギガコース（FTTH）
- 光100メガコース（同上）
- ハイパー120コース（HFC）
- エクセレントコース（同上）
- プレミアムコース（同上）

## 関連会社
- さかいケーブルテレビ[1]
- ミテネインターネット[1]
- 福井街角放送